# Vitali Jourov
Vitali Nikolaïevitch Jourov (en russe : Виталий Николаевич Журов) est un joueur russe de volley-ball né le 16 février 1977. Il mesure 2,02 m et joue réceptionneur-attaquant. Il est international russe.

## Clubs
| Club                   | De        | À         |
| ---------------------- | --------- | --------- |
| Iaroslavitch Iaroslavl | 1994-1995 | 2002-2003 |
| OP Rethymnon           | 2003-2004 | 2003-2004 |
| Iaroslavitch Iaroslavl | 2004-2005 | 2005-2006 |
| MGTU Moscou            | 2006-2007 | 2006-2007 |
| SKAT Vladimir          | 2007-2008 | 2007-2008 |
| Atiraou                | 2008-2009 | 2008-2009 |
| Iaroslavitch Iaroslavl | 2009-2010 | ...       |

## Palmarès
Néant.